# Saison 6 de Grimm
Chronologie
Saison 5
La sixième et dernière saison de Grimm, série télévisée américaine, est constituée de treize épisodes diffusée du 6 janvier 2017 au 31 mars 2017 sur NBC.

## Synopsis
La dernière saison voit le groupe s’inquiéter à propos de mystérieux symboles dessinés sur le tissu qui enveloppe la baguette qu'ils ont ramené d'Allemagne. Ils finissent par comprendre qu'il s'agit d'un calendrier, qui annonce un évènement terrible supposé intervenir très bientôt.

## Distribution

### Acteurs principaux
- David Giuntoli (VF : Pascal Nowak) : Nick Burkhardt
- Russell Hornsby (VF : Gilles Morvan) : Hank Griffin
- Silas Weir Mitchell (VF : Constantin Pappas) : Eddy Monroe
- Bitsie Tulloch (VF : Pamela Ravassard) : Juliette Silverton / Eve
- Reggie Lee (VF : Didier Cherbuy) : le sergent Drew Wu
- Sasha Roiz (VF : Loïc Houdré) : le capitaine Sean Renard
- Bree Turner (VF : Céline Mauge) : Rosalee Calvert
- Claire Coffee (VF : Sybille Tureau) : Adalind Schade

### Acteurs récurrents
- Jacqueline Toboni (VF : Victoria Grosbois) : Teresa « Rebelle » Rubel
- Danny Bruno (en) (VF : Sylvain Clément) : Bud (récurrence à travers les saisons)
- Hannah R. Loyd (VF : Angela Mit) : Diana
- Chris McKenna : le lieutenant Grossante

### Invités
- Mary Elizabeth Mastrantonio (VF : Frédérique Tirmont) : Kelly, la mère de Nick (épisode 13)
- Kate Burton (VF : Évelyne Grandjean) : Marie Kessler, la tante de Nick (épisode 13)
- Nicole Steinwedell : Diana adulte (épisode 13)
- Kevin Joy : Kelly Burkhardt adulte (épisode 13)

## Production

### Développement
Le 5 avril 2016, la série a été renouvelée pour une sixième saison.
Le 22 avril 2016, il a été annoncé que la sixième saison serait composée d'au moins treize épisodes. Cependant, ce nombre n'est pas définitif.
Le 29 août 2016, cette sixième saison est annoncée comme la dernière de la série.

### Casting
En juillet 2016, Chris McKenna a obtenu un rôle récurrent lors de cette saison.

## Liste des épisodes

### Épisode 1:Fugitif
- États-Unis /  Canada : 6 janvier 2017 sur NBC[4] / CTV
- France : 21 février 2017 sur Syfy France[6]
- Québec : 21 août 2017 sur Ztélé[7]

- États-Unis : 4,49 millions de téléspectateurs[8] (première diffusion)
- Canada : 1,06 million de téléspectateurs[9] (première diffusion + différé 7 jours)

### Épisode 2:Faux-Semblants
- États-Unis /  Canada : 13 janvier 2017 sur NBC / CTV
- France : 21 février 2017 sur Syfy France[6]
- Québec : 28 août 2017 sur Ztélé

- États-Unis : 4,24 millions de téléspectateurs[10] (première diffusion)
- Canada : 914 000 téléspectateurs[11] (première diffusion + différé 7 jours)

### Épisode 3:Renard contre Renard
- États-Unis /  Canada : 20 janvier 2017 sur NBC / CTV
- France : 28 février 2017 sur Syfy France[6]
- Québec : 4 septembre 2017 sur Ztélé

- États-Unis : 4,29 millions de téléspectateurs[12] (première diffusion)
- Canada : 954 000 téléspectateurs[13] (première diffusion + différé 7 jours)

### Épisode 4:Le troisième œil
- États-Unis /  Canada : 27 janvier 2017 sur NBC / CTV
- France : 28 février 2017 sur Syfy France[6]
- Québec : 11 septembre 2017 sur Ztélé

- États-Unis : 4,28 millions de téléspectateurs[14] (première diffusion)
- Canada : 915 000 téléspectateurs[15] (première diffusion + différé 7 jours)

### Épisode 5:Un appétit insatiable
- États-Unis /  Canada : 3 février 2017 sur NBC / CTV
- France : 7 mars 2017 sur Syfy France[6]
- Québec : 18 septembre 2017 sur Ztélé

- États-Unis : 4,08 millions de téléspectateurs[16] (première diffusion)
- Canada : 1,01 million de téléspectateurs[17] (première diffusion + différé 7 jours)

### Épisode 6:Cauchemar éveillé
- États-Unis /  Canada : 10 février 2017 sur NBC / CTV
- France : 7 mars 2017 sur Syfy France[6]
- Québec : 25 septembre 2017 sur Ztélé

- États-Unis : 4 millions de téléspectateurs[18] (première diffusion)

### Épisode 7:Amour aveugle
- États-Unis /  Canada : 17 février 2017 sur NBC / CTV
- France : 14 mars 2017 sur Syfy France
- Québec : 2 octobre 2017 sur Ztélé

- États-Unis : 3,92 millions de téléspectateurs[19] (première diffusion)
- Canada : 1,001 million de téléspectateurs[20] (première diffusion + différé 7 jours)

### Épisode 8:L'Expérience interdite
- États-Unis /  Canada : 24 février 2017 sur NBC / CTV
- France : 14 mars 2017 sur Syfy France
- Québec : 9 octobre 2017 sur Ztélé

- États-Unis : 4,01 millions de téléspectateurs[21] (première diffusion)

### Épisode 9:Les Racines de la vengeance
- États-Unis /  Canada : 3 mars 2017 sur NBC / CTV
- France : 21 mars 2017 sur Syfy France
- Québec : 16 octobre 2017 sur Ztélé

- États-Unis : 4,23 millions de téléspectateurs[22] (première diffusion)
- Canada : 891 000 téléspectateurs[23] (première diffusion + différé 7 jours)

### Épisode 10:La Magie du sang
- États-Unis /  Canada : 10 mars 2017 sur NBC / CTV
- France : 21 mars 2017 sur Syfy France
- Québec : 23 octobre 2017 sur Ztélé

- États-Unis : 3,95 millions de téléspectateurs[24] (première diffusion)
- Canada : 895 000 téléspectateurs[25] (première diffusion + différé 7 jours)

### Épisode 11:De l'autre côté du miroir
- États-Unis /  Canada : 17 mars 2017 sur NBC / CTV
- France : 28 mars 2017 sur Syfy France
- Québec : 30 octobre 2017 sur Ztélé

- États-Unis : 3,96 millions de téléspectateurs[26] (première diffusion)
- Canada : 918 000 téléspectateurs[27] (première diffusion + différé 7 jours)

### Épisode 12:LeZerstörer
- États-Unis /  Canada : 24 mars 2017 sur NBC / CTV
- France : 28 mars 2017 sur Syfy France
- Québec : 6 novembre 2017 sur Ztélé

- États-Unis : 4,14 millions de téléspectateurs[28] (première diffusion)
- Canada : 909 000 téléspectateurs[29] (première diffusion + différé 7 jours)

### Épisode 13:La Fin
- États-Unis /  Canada : 31 mars 2017 sur NBC / CTV
- France : 4 avril 2017 sur Syfy France
- Québec : 13 novembre 2017 sur Ztélé

- États-Unis : 4,33 millions de téléspectateurs[30] (première diffusion)